# Hösbach
Hösbach es un municipio alemán, ubicado en el distrito de Aschaffenburg, en el Regierungsbezirk de Baja Franconia, en el Estado federado de Baviera. 
Se encuentra en la Spessart, a 5 km de Aschaffenburg, unos 70 km de Wurzburgo o unos 50 km de Fráncfort.